# Controvérsias de Custe o Que Custar
O programa de televisão humorístico brasileiro Custe o Que Custar da Rede Bandeirantes originou algumas controvérsias. Com exibição de 2008 a 2015, o programa ficou marcado por sua abordagem política dos acontecimentos semanais e de seu humor considerado "ácido", que por várias vezes renderam conflitos com políticos e celebridades, alguns deles influenciando sob o programa.

## Conflitos em Brasília

### CQC no Congresso
Em abril de 2008, quando visitou o Congresso Nacional pela primeira vez, Danilo Gentili foi expulso da instituição ao entrevistar o então presidente da Câmara dos Deputados do Brasil, Arlindo Chinaglia, sobre a reforma tributária e o uso de caixa dois pelos deputados. A reportagem foi exibida no dia 14 de abril de 2008.
No começo do mês de junho de 2008, o programa foi impedido de gravar dentro do Congresso Nacional. O fato motivou a criação da campanha CQC no Congresso, desenvolvida para TV, rádio e internet, através do site cqcnocongresso.com.br, onde o público assinava uma petição pedindo a liberação do programa. O objetivo também era reunir apoio de formadores de opinião. A campanha foi lançada oficialmente em 9 de junho. Apesar do apelo, o veto foi mantido. A assessoria de imprensa da câmara afirmou que o programa é humorístico, por isso os seus integrantes não podem circular como jornalistas dentro do Congresso para abordar deputados e senadores e que eles não cumpriram o compromisso firmado com a Casa quando realizaram gravações com os parlamentares. O site da campanha do CQC afirma que o programa é jornalístico e seus repórteres também são jornalistas e realizam perguntas e questionamentos inerentes a essa profissão.
| “ | A alegação de que os profissionais do CQC não seriam jornalistas, e que por isso não poderiam ter acesso à Câmara/Senado, não se sustenta. O CQC é um programa jornalístico e seus repórteres (também jornalistas) realizam perguntas e questionamentos inerentes a essa profissão. A pauta da atração é questionadora e pouco tradicional, mas respeita os limites éticos exigidos pelos padrões da imprensa nacional | ” |

Quero acreditar que fizeram isso porque nós estamos num regime democrático, que a ficha deles caiu. Essa proibição era um absurdo.

—Marcelo Tas, em entrevista após a liberação do programa no Congresso.
Até o dia 17 de junho, a campanha já tinha arrecadado mais de 120 mil assinaturas. Em 19 de março, gravando para o quadro Proteste Já, Rafinha Bastos realizou protesto contra o veto na frente do Congresso Nacional. O protesto ganhou adesão de estudantes de uma escola de Brasília que estavam visitando a Casa. Em 30 de junho, o então primeiro-secretário do Senado Federal, Efraim Morais, liberou o acesso do programa ao Congresso Nacional.

### Credenciamento no Senado
Em abril de 2009, foi noticiado que a Câmara dos Deputados estava discutindo numa reunião entre os assessores da Casa com o departamento de comunicação uma maior rigidez no credenciamento de imprensa para evitar que os deputados sejam entrevistados por programas como o CQC e o Pânico na TV. A decisão foi relacionada ao deputado Sérgio Moraes e o presidente do Senado José Sarney, que se sentiram incomodados com abordagens do programa. Moraes foi abordado por Danilo Gentili, que fez perguntas a respeito de Edmar Moreira, acusado de usar dinheiro público para ligar para telessexo, enquanto que Sarney teria se incomodado ao ser chamado de "dinossauro". A solicitação de limitação do acesso dos integrantes do programa com credenciais temporárias, tanto na Câmara dos Deputados e no Congresso Nacional, foi realizada em maio de 2009. O pedido de Moraes foi feito durante Sessão Plenária.
| “ | Está na Casa um tal de 'CQC', um grupo que faz jornalismo barato, com perguntas ofensivas e debochadas, tentando desmoralizar os deputados e a Casa. O bom jornalismo não se faz dessa maneira, mas com perguntas inteligentes e respeitosas. Senhor presidente [Temer], solicito a Vossa Excelência que tome providências, para que a Casa seja respeitada | ” |

No entanto, Sarney repensou sua decisão e concedeu credenciais fixas.

### Agressão no Senado
Em 1º de julho de 2009, Danilo Gentili tentou entrevistar o então presidente do Senado brasileiro, José Sarney, e acabou derrubado por seguranças da presidência da Casa em duas abordagens. Na primeira, Gentili perguntou a Sarney como ele se sentia em "não ser tão poderoso quanto se pensava", ficou sem resposta e foi empurrado por um dos seguranças. Na segunda abordagem, enquanto saia da Casa, Sarney se recusou a falar e disse que a imprensa o estava impedindo de andar, mas Gentili continuou e perguntou "se a saída dele da presidência acabaria com a crise" e levou outro empurrão. A agressão repercutiu por toda mídia e foi manchete de alguns telejornais naquela noite, tendo sido flagrada por um fotógrafo a serviço do jornal O Estado de S. Paulo. A Band exibiu as imagens da agressão no mesmo dia, no jornalístico Brasil Urgente e no Jornal da Band. Ao exibir as imagens no primeiro programa, o apresentador José Luiz Datena chamou os seguranças de "cães de guarda".
Em resposta, o diretor da Polícia Legislativa do Senado Federal, Pedro Ricardo de Araújo Carvalho disse que o conflito foi por conta da natureza do trabalho de ambos os envolvidos. O diretor afirmou que Gentili bloqueou a passagem do senador e o segurança estava tentando liberar o caminho, segurando o comediante pelas costas. Gentili também teria se jogado no chão, após ser soltado pelo segurança. Ao G1, o humorista respondeu que "primeiro foi empurrado e depois jogado no chão".
As imagens foram exibidas, na íntegra, na edição do dia 6. Após a exibição, Marcelo Tas, em nome do CQC, anunciou que o programa iria entrar na justiça contra Sarney.

### Entrevista com Nelson Trad

Momento em que Monica Iozzi tenta falar com Nelson Trad.

Em reportagem exibida no dia 14 de junho de 2010, Monica Iozzi e uma equipe do programa foram agredidos pelo deputado federal Nelson Trad (PMDB-MS) enquanto faziam uma reportagem sobre abaixo-assinados no Congresso Nacional. Uma moça que fazia parte da produção do programa era orientada a recolher assinaturas de congressistas, que, em sua maioria, não conferiam o que estavam assinando.
O documento assinado por Trad pedia a inclusão de um litro de cachaça no programa Bolsa Família. Ao ser informado do que se tratava, o deputado se exaltou e xingou a equipe. Monica Iozzi chegou a ser empurrada e um cinegrafista teve a roupa rasgada e parte do equipamento danificado. Após o incidente, Nelson Trad abriu investigação e chegou a declarar que a equipe do programa o agrediu.
No dia 17 de junho, em seu blog oficial, o programa divulga a seguinte nota:
| “ | Todos os dias, no Congresso Nacional, um grupo de rapazes e moças coleta assinaturas de deputados e senadores para projetos de leis e emendas constitucionais. Sem ao menos ler, a maior parte deles assina os documentos. (...) Na quarta-feira da semana passada, o CQC produziu uma reportagem para mostrar a banalização na apresentação de novas leis. Durante dois dias, uma equipe do programa coletou a assinatura de 11 deputados para uma emenda constitucional fictícia que incluía a cachaça entre os itens da cesta básica. Em seguida, os parlamentares eram abordados pela repórter Mônica Iozzi, do CQC, que pedia uma explicação para a assinatura. A maior parte dos deputados admitiu que não tinha lido o que assinara. Um deles, entretanto, perdeu a cabeça e partiu para cima da equipe do semanário de notícias. (...) O que disse Nelson Trad à imprensa: "Eu vi a entrevista que ela fez com um colega parlamentar e recusei. Cinco deputados já haviam sido abordados. A repórter me disse ‘O senhor assinou um projeto incluindo cachaça no bolsa família’. ‘isso é coisa de moleque’, respondi”. Eu já estava p* e segurei o microfone dela, e ela puxou. Rasgou minha mão e segui com a mão cheia de sangue. Avancei no cinegrafista e arrebentei o peito dele." O único fato relatado por Nelson Trad que confere com a realidade é a afirmação de que arrebentou o peito do cinegrafista. Se ele machucou a mão foi por conta dos tapas desferidos contra a câmera na tentativa de quebrá-la. Em momento algum Mônica Iozzi ou qualquer integrante do CQC revidou os ataques do deputado. Tampouco foram indelicados ou desrespeitosos com o parlamentar. (...) | ” |

Na semana seguinte, no dia 21 de junho de 2010, o programa desmentiu o parlamentar, veiculando a reportagem na íntegra, sem cortes, revelando que a agressão partiu do deputado, e não de quaisquer integrantes do CQC.

### Segunda proibição no Senado
A partir da reportagem exibido 9 de junho de 2011 o CQC entrevistou senador Renan Calheiros (PMDB-AL) perguntou sua presença no conselho de ética:
| “ | "Ter você [Renan] como membro do Conselho de Ética é o mesmo que ter Fernandinho Beira-Mar no ministério antidrogas." | ” |

Depois da entrevista senador Renan Calheiros entrou na sala do senador José Sarney (PMDB-AP) minutos depois, a Polícia do Senado pediu que a equipe do CQC saísse já do senado e proibindo a entrada dos reportes do CQC.

## Comparações
O formato do CQC, que consiste em fazer uma abordagem crítica e ousada dos fatos da semana e de fazer "perguntas que ninguém tem coragem", foi originado na Argentina e lançado na TV em 1995, tendo como inspiração o programa La noticia rebelde (1986-89). Apesar disso, na década de 80, o jornalista e apresentador da versão brasileira Marcelo Tas também possuía um personagem com trejeitos semelhantes. Ernesto Varela, como era chamado, era um repórter independente que, acompanhado do câmera-men Valdeci, fazia "perguntas que não podiam ser feitas" para personalidades políticas. Com o formato argentino desembarcando no Brasil em 2008, surgiram comparações, em seu começo, com o Pânico na TV da RedeTV!, e posteriormente com o Legendários, da Rede Record - este último originando atritos de seus integrantes com o elenco do humorístico da Band.

### Com oPânico na TV
O Pânico na TV estreou na RedeTV! em 2003 com o elenco oriundo do programa homônimo da rádio Jovem Pan FM, onde em alguns quadros, seus integrantes corriam atrás de celebridades e autoridades famosas e faziam perguntas geralmente indecorosas, intercaladas com imagens gráficas que satirizavam a situação. Com o formato do CQC estrando no Brasil em 2008, a mídia especializada começava a comparar os dois programas. Em uma de suas matérias, a versão online da Folha de S.Paulo apelidou o CQC de "Pânico argentino". Com o programa no ar, o mesmo site definiu-o como "uma espécie de Pânico da Band, com cérebro e sem mulheres seminuas", apontando que internautas já escolhiam o novo humorístico como o "melhor do Brasil". A coluna Zapping, na época assinada por Alberto Pereira Jr., informou que celebridades estavam confundindo a equipe do CQC com a do Pânico, ignorando a equipe do segundo dando preferência ao primeiro. Isso teria causado uma pressão na equipe do Pânico, já que o mesmo passava por uma crise, em reflexo de sua queda na audiência, troca de diretores e a saída de integrantes.
Apesar das comparações e dos supostos problemas internos, as equipes de ambos os programas demonstravam não ter rivalidade. Ao fazer um diferencial das duas atrações, a integrante Sabrina Sato elogiou o "humor maduro" do CQC, enquanto afirma que o Pânico faz "humor inconsequente".

### Com oLegendários
Legendários, programa que estreou na Rede Record em abril de 2010, tinha como proposta ser uma mistura dos humorísticos Pânico, CQC e do programa de auditório Altas Horas, da Rede Globo. O formato começou a ser projetado no segundo semestre de 2009, quando a Record contratou o comediante Marcos Mion, da MTV Brasil, para apresentar um programa para o público jovem. Em dezembro, foi divulgado que o programa seria exibido uma vez por semana e que iria misturar jornalismo, aventura e humor. João Gordo, um dos nomes confirmados no elenco, foi convocado para fazer matérias em Brasília, no mesmo estilo de Danilo Gentili para o CQC. Ainda na pré-produção, Gentili também havia sido sondado pela Record para fazer parte do programa, mas optou por renovar contrato com a Band.
Em janeiro de 2010, a Record desfalcou três produtores do CQC - Marcelo Salinas, pauteiro e produtor das matérias de Gentili; Rafael Cerqueira, produtor do Proteste Já, e André Lousas, responsável pelos efeitos gráficos. Em março, Legendários e a terceira temporada do CQC foram apresentados à imprensa. Na coletiva do primeiro, Mion afirmou que gostaria de fazer um programa do bem, com o objetivo de rir "com os outros, e não dos outros. Não queremos humilhar ninguém". Ele também respondeu perguntas sobre comparações com os humorísticos concorrentes. Na apresentação, os integrantes exibiram os uniformes padronizados nas cores preta e laranja. Em crítica publicada no blog "TV e Lazer", do jornal O Estado de S. Paulo, as "tiradas" exibidas em um vídeo de apresentação foram elogiadas. Entretanto, ao comparar com o CQC, o crítico escreve que "para um programa que se gabou nos últimos três meses de apresentar um novo tipo de humor para a TV brasileira, a impressão inicial foi de mais do mesmo".
| “ | Não vamos cobrir evento, nem porta de festa. Se acontecer, o que importa é como a gente vai fazer. Mas é claro que muita coisa do que irá ao ar já vai ter sido vista em algum lugar. | ” |

Semanas antes, na apresentação do CQC, o jornal Extra relatou que os integrantes sentiram-se incomodados com a comparação com o novo humorístico da Record, já que iriam estrear quadros semelhantes naquele ano. A suspeita dada era de espionagem nos bastidores.
Legendários estreou no dia 11 de abril e recebeu avaliações negativas da crítica especializada. Patrícia Kogut, em seu blog do jornal O Globo, chamou o programa de tosco e questionou o porquê de "Marcos Mion ter anunciado que o programa seria 'revolucionário'". Ao argumentar, Kogut apresentou comparações na abordagem política de Felipe Solari e efeitos visuais usados no quadro "Whatever", de Teena (interpretada por Miá Mello), com os do CQC. A jornalista finaliza escrevendo que Legendários é pretensioso, "(...) sem graça, interminável e constrangedor". Em crítica publicada no portal Terra, o jornalista Mauro Trindade fez outras comparações com humorísticos de outras emissoras e o próprio CQC, apontando também inspirações em formatos de programas populares, como os de Netinho de Paula e Gugu Liberato. A análise inicia-se adjetivando o programa como "vexativo, tosco, apelativo, ingênuo e sem-graça" e apontou que a tentativa de agradar um grande público (como o de TV aberta) "pode ser o mesmo que não agradar a ninguém". Apesar da péssima recepção pela mídia, Legendários estreou com dez pontos de audiência, garantindo a vice-liderança isolada no horário de exibição.
Durante todo o seu primeiro ano, Legendários passou por diversos problemas de produção e queda de audiência. Entre 2011 e 2013, integrantes da formação original deixaram o elenco do programa e seu formato foi modificado a partir da entrada de um novo diretor - Carlos César Filho, o "Cesinha". Após deixar o Legendários em 2012, João Gordo revelou numa entrevista com Luciana Gimenez que o programa "começou querendo ser o CQC, mas terminou como o Sabadão Sertanejo". Mion respondeu que o Legendários não se perdeu no formato, mas que virou uma "espécie de Viva a Noite".
Em alguns momentos específicos, integrantes do Legendários tiveram atritos com o elenco do CQC. Em seu primeiro mês no ar, Danilo Gentili e Rafinha Bastos ironizaram o programa, postando uma imagem "rezando" pelo seu sucesso, usando uma foto de Marcos Mion. Dias depois, Gentili usou seu perfil no Twitter para alfinetar o programa, criticando o "humor do bem" e o integrante Gui Pádua (referido como Guilherme de Pádua, fazendo alusão ao nome do assassino da atriz Daniella Perez). Gui Pádua respondeu em seu blog afirmando que "a fama subiu à cabeça" de Gentili. Em junho, o programa promoveu campanha para que Marcelo Tas fizesse o "Ombrinho Ombrinho" (gesto criado pela personagem "Teena") para promover a paz entre os programas de humor. No fim do mês, Marcelo Marrom interrompeu uma palestra que Tas realizava na UniBH e tentou entregar uma "bandeira da paz" para o jornalista. Tas não aceitou, mas afirmou ao humorista que "o objetivo dos programas de humor é fazer a gente se divertir (sic)".

### Reproduções
Com o sucesso inicial que o Custe o Que Custar fazia na Band, outros canais tentaram realizar formatos semelhantes do programa. No mesmo ano de estreia na emissora do Morumbi, o SBT já ensaiava sua versão do programa. Segundo Mônica Bergamo, da Folha de S.Paulo, o SBT havia gravado um piloto com o grupo de teatro Deznecessários para o Domingo Legal. Em 2010, o diretor Ricardo Mantoanelli ficou encarregado de dirigir o piloto do humorístico República da Madrugada, que teria o mesmo formato do CQC e que já contava em seu elenco o ator Fernando Muylaert, Donald e Paulo Carvalho, sendo o último um dos finalistas do concurso de oitavo integrante do programa concorrente. Em um teaser de 30 segundos vazado no YouTube, Carvalho aparece de terno e gravata - fazendo alusão ao CQC -, Muylaert aparece vestido de Bozo e Donald, com a máscara do personagem do filme Pânico, em alusão ao Pânico na TV.

## Declarações

### Pamela Butt
Ao chamar a estreia do quadro Palavras Cruzadas, em 23 de março de 2009, o apresentador Marcelo Tas referiu-se aos convidados da edição, que seriam o Padre Juarez de Castro e a atriz pornográfica Pâmela Butt como "um padre e uma prostituta". Tas se corrigiu, mas Pâmela entrou com processo judicial contra o programa. A partir desta polêmica, o programa passou a ser gravado durante um período. Em 2010, o programa foi condenado a pagar uma indenização de R$153 mil a Pâmela.

### Entrevista de Jair Bolsonaro
Em entrevista ao programa ao quadro O Povo Quer Saber, no dia 28 de março, Jair Bolsonaro se posicionou contra os movimentos que fazem apologia à homossexualidade e à bissexualidade. Disse que seu filho, com "boa educação e um pai presente", "não corre o risco" de se tornar homossexual, e que desfiles gays são "promoção de maus costumes". Ao ser perguntado pela cantora Preta Gil sobre o que faria se seu filho caso apaixonasse por uma garota negra, Bolsonaro disse que "não discutiria promiscuidade" e que "não corre esse risco porque seus filhos foram muito bem educados", uma das declarações que mais causou polêmica na entrevista. No dia seguinte, afirmou que a resposta a cantora fora um "mal entendido". O fato causou muita polêmica e a cantora disse que entrará com uma representação no Ministério Público contra Bolsonaro por homofobia e preconceito racial.

### Piadas de Rafinha Bastos
Em dois momentos do CQC, em 2011, Rafinha Bastos virou alvo de críticas por conta de piadas feitas na bancada. Em 22 de agosto, o quadro Top Five - que elege os cinco piores momentos da televisão na semana - colocou na primeira colocação uma gafe da apresentadora Daniela Albuquerque, que durante o Manhã Maior, errou a pronúncia da palavra octógono. Ao voltar para o estúdio, Rafinha disse que não tinha paciência para ensinar e, fazendo cotoveladas ao ar, disse "'É octógono, cadela!' Põe esse nariz no lugar". Na semana seguinte, o humorista pediu desculpas pela piada durante a exibição do mesmo quadro. Consultada pelo portal iG, a assessoria de imprensa de Daniela informou que ela aceitou o pedido. No ano seguinte ao ocorrido, em coletiva de imprensa para apresentar a versão brasileira do Saturday Night Live na RedeTV!, Bastos disse que pediu desculpas porque errou.
No mês seguinte, em 19 de setembro, Bastos virou alvo de processo por causa de uma piada com a cantora Wanessa (que estava, na ocasião, grávida). Após Marcelo Tas fazer um elogio, Rafinha disse que "Comeria ela e o bebê." A piada gerou grande repercussão nos meios de comunicação e dentro do próprio programa. Integrantes do mesmo programa demonstraram repúdio à piada, como Marco Luque. Bastos foi suspenso do programa em 3 de outubro, sendo substituido por Monica Iozzi neste dia e por outros repórteres nas semanas seguintes. No Facebook, o humorista afirmou que pediu demissão da Band assim que a suspensão foi confirmada, sendo que ela só foi divulgada pela imprensa em janeiro de 2012.

### Entrevista com atrizes deOrange Is the New Black

Capturas da entrevista que Rafael Cortez fez com Natasha Lyonne (esquerda) e Samira Wiley (direita). Sites destacaram que, ao transcrever o diálogo, a edição trocou a fala de Lyonne, de "um pouco misógina" por "meio estranha".

Na edição de 15 de junho de 2015, o CQC exibiu uma entrevista de Rafael Cortez com as atrizes Uzo Aduba, Natasha Lyonne e Samira Wiley, que estavam no Brasil fazendo divulgação da série de televisão norte-americana Orange Is the New Black, atendendo jornalistas em um hotel de São Paulo. Entre as pautas estavam assuntos como beleza, falta de homens na série e TPM. A reportagem inicia exibindo trechos da atração fornecidos pelo Netflix, com Cortez iniciando a entrevista conversando individualmente com Uzo Aduba. Na sequência, é exibido o diálogo de Cortez com Natasha Lyonne e Samira Wiley. Sobre o tema TPM, Cortez pergunta de forma irônica para Lyonne e Samira como fica o set de filmagens quando as atrizes estão "naqueles dias" e, ao esclarecer o que tinha dito, diz que "'naqueles' dias vocês [referindo-se ao elenco feminino da série] ficam mais bravas, ficam furiosas uma com a outra." Samira nega que isso aconteça nas gravações, mas, aparentando estar incomodada, Lyonne diz que a pergunta de Cortez foi "um pouco estranha" e completa: "Mesmo havendo bastante beleza na série, todas as atrizes são profissionais, talentosas e capazes. Não acho que estamos pensando em algo tão insignificante quanto a própria beleza quando estamos trabalhando". Após a exibição, sites destacaram que a edição do programa mudou a tradução da resposta de Lyonne, onde ela teria afirmado que a pergunta de Cortez foi "acidentalmente misógina".
Percebendo o comportamento das atrizes diante das perguntas, diversos portais internacionais criticaram as atitudes de Cortez. O site norte-americano Huffington Post definiu as perguntas como "chatas e machistas". Os portais Cosmopolitan e Celebuzz afirmaram que Cortez tentou uma abordagem similar ao do personagem "Borat", um jornalista conhecido por seu humor nonsense e politicamente incorreto, interpretado por Sacha Baron Cohen no pseudodocumentário Borat: Cultural Learnings of America for Make Benefit Glorious Nation of Kazakhstan. O site Digital Spy escreve que "talvez essa seja a última entrevista de Rafael Cortez em uma coletiva". O portal Irish Examiner publicou uma série de postagens de brasileiros feitos no Twitter, endereçados às atrizes, pedindo desculpas em nome do comediante. O comportamento de Cortez também foi criticado na página oficial do programa no Facebook, onde a publicação da entrevista já tinha mais de 9 mil compartilhamentos. Na mesma rede social, Cortez fez a primeira resposta oficial, onde escreve que teve o consentimento do CQC para fazer a entrevista em tom de comédia e afirma que os elogios feitos na matéria não invalidariam "seus talentos, profissionalismo e engajamentos".
Em entrevista ao programa Transalouca 4.0, da rádio Transamérica FM, Cortez respondeu novamente sobre a polêmica e afirmou que errou ao formular as perguntas, completando que "o ser humano está se levando muito a sério (...). Eu nunca fui um cara que repercuti por aspectos negativos de piadas". Em seguida, ele questionou as pessoas que acharam as perguntas machistas por não entenderem o teor da entrevista, falando que "as atrizes não entenderam e as pessoas se baseiam nas respostas das meninas". Ao falar do assunto para o UOL, Cortez disse que não se sentiu incomodado pelo fato de suas piadas não terem surtido o efeito desejado. A péssima recepção da entrevista foi repercutida pelo jornal Diário de S. Paulo, que consultou a opinião do ex-apresentador do programa Marcelo Tas. Tas mostra-se contra as declarações e afirma que o público deveria parar de "passar a mão na cabeça dos humoristas".

## Proteste Já
Abaixo, é listado momentos em que foram registrados incidentes entre autoridades públicas e a equipe do CQC durante gravações para o quadro Proteste Já, que tem como foco denunciar irregularidades e cobrar medidas ao poder público:
- Danilo Gentili foi detido pela polícia em 31 de outubro de 2009, em Assis, São Paulo, enquanto gravava uma matéria sobre a política de tolerância zero implantada na cidade contra a vadiagem. Na ocasião estava disfarçado de mendigo. Danilo foi algemado e levado até a delegacia por perturbação do sossego, desobediência e desacato.[91]
- Na exibição do CQC de 28 de junho de 2010, Gentili apareceu sendo agredido por guardas municipais de São Bernardo do Campo,[92] ao gravar o quadro Proteste Já! sobre uma escola em desabamento.
- Na edição do CQC de 12 de julho de 2010, Gentili apareceu sendo agredido por funcionários da cidade de Analândia (Interior de São Paulo). Danilo teria sido agredido com um soco na barriga e um produtor foi ferido na mão quando a equipe de filmagem da Band tentava entrar na sede da Prefeitura da cidade. O objetivo da reportagem, segundo informa o jornalista Fábio Oliva, era averiguar denúncias do Ministério Público de São Paulo e da Associação dos Amigos de Analândia (Amasa) sobre a administração do atual prefeito Luizinho Garbuio e de seu primo, o ex-prefeito José Roberto Perin.[93]

### Roberto Requião e o transporte escolar
Em edição do Proteste Já de 6 de julho de 2009, Rafinha Bastos apresentou uma denúncia contra o Programa Transporte Escolar, do Governo do Paraná (na época, com Roberto Requião no poder). Na matéria, foi apresentado que não há ônibus escolares na zona rural de Barbosa Ferraz, e de que quando há algum ônibus, eles estão lotados. Requião respondeu e chamou a reportagem de "canalhice" e "pilantragem", citando também o presidente da Band, Johnny Saad. O governador também acusou o então deputado estadual Douglas Fabrício de pautar a reportagem, o que foi negado pelo próprio, em seguida. Em 14 de junho, a Paraná Educativa apresentou em seus telejornais uma resposta, onde uma família entrevistada pelo CQC disse que foram combinados para falar mentiras.
Em resposta, a Band respondeu que as alegações do governo do Paraná sobre o assunto foram registradas na matéria e cumprimentou a secretaria de Educação, "que prometeu entregar todos os ônibus até o dia 30 de setembro".

### Caso do GPS em Barueri
Na estreia da terceira temporada, que marcou a estreia de Danilo Gentili no quadro Proteste Já, junto com Rafinha Bastos. Nesta primeira matéria, era mostrada a doação de uma televisão LCD, equipada com um sistema GPS instalado posteriormente, que foi doada para uma escola de Barueri, na Grande São Paulo. Através do GPS, foi descoberto que a televisão havia sido desviada para a casa de um dos funcionários da escola.
A matéria causou polêmica por ter sido previamente censurada, através de ação impetrada pelo prefeito de Barueri, Rubens Furlan (PMDB), e aceita pela juíza Nilza Bueno da Silva, da Vara da Fazenda Pública de Barueri. A alegação era de que poderia haver sensacionalismo e por isto a prefeitura deveria ter conhecimento da mesma antecipadamente. O apresentador Marcelo Tas, durante o programa, afirmou que a atitude era considerada censura prévia, pois a matéria foi censurada sem ter sido assistida e, ao contrário do que foi alegado, foi dado o direito de resposta.
A reportagem foi liberada e exibida na semana seguinte, no dia 22 de março de 2010. Um dia depois da estreia da temporada, Danilo Gentili foi à prefeitura de Barueri, onde entrevistou o prefeito Rubens Furlan. Ao ser perguntado sobre a censura da matéria, o político proferiu:
| “ | "Não foi censura. Minha secretaria jurídica que viu essa estupidez de vocês. Vocês são uns babacas, sem nenhum talento, uns tontos, malandros, que se veem no direito de ridicularizar o Congresso. Quem são vocês? Fala para mim… Quem são vocês? [...] [Gentili responde: Danilo Gentili prazer, tudo bom?]. Eu não vou cumprimentar você. Babaca eu não cumprimento. [...] Vai ver quem é aquele careca debochado, aqueles palhaços tontos sem nenhum talento, que se prestam a desmoralizar os outros. Vocês são uns babacas, que se prestam a desmoralizar as pessoas. E a democracia, se você quer saber, é o que permite a gente como vocês fazer o que vocês estão fazendo. Custe o Que Custar, estes babacas. E sabe por que eu tô conversando com você? Para mostrar para você que você é absolutamente nada diante da luta que desenvolvemos para democratizar o país e para permitir para você e aqueles babacas do CQC possa falar… custe o que custar." | ” |

O prefeito recebeu a televisão e entregou um documento de confirmação para Gentili. A entrevista também foi exibida no dia 22 de março, após a exibição do quadro. O desembargador Marrey Uint, da 3ª Câmara de Direito Público do Tribunal de Justiça de São Paulo, solicitou ao Ministério Público que investigasse possíveis crimes dos envolvidos no caso e divulgou a seguinte declaração, lida por Marcelo Tas durante o programa:
| “ | "Não existe democracia sem imprensa livre. A constituição em vigor consagra manifestação de pensamento, criação e expressão sem nenhuma restrição. Esta matéria acabou de demonstrar no mínimo uma falta de observância dos princípios da moralidade e da legalidade; é um flagrante à contradição entre os depoimentos dos entrevistados, como o do senhor secretário da educação, da senhora diretora da escola e dos funcionários municipais, inclusive o tal sintonizador. " | ” |

A exibição do quadro fez com que o programa batesse seu recorde no ano, com média de 5 pontos e picos de 9 pontos.

## Restrições
Sob a alegação de que os integrantes do programa são muito duros com os políticos e também por problemas com relação aos comentários ditos pelos integrantes, foi noticiado que a direção da Rede Bandeirantes estaria censurando o programa, que deixou de ser ao vivo por um período. Danilo Gentili foi orientado a não comparecer ao movimento "#forasarney" que ocorreu em 1 de julho de 2009. Outro motivo alegado pela imprensa para o programa começar a ser exibido gravado foi a ação judicial movida pela atriz pornográfica Pâmela Butt por ser chamada de prostituta por Marcelo Tas, em maio. Em resposta a Daniel Castro, da coluna Outro Canal, Tas afirmou que a motivação foi operacional.

## Outros acontecimentos
- Rafael Cortez se envolveu em polêmica internacional no Festival Internacional de Cinema de Veneza em setembro de 2008. O repórter conseguiu invadir o tapete vermelho para tentar entrevistar as celebridades e acabou sendo detido pela polícia italiana. [101][102]
- Em 2011, foi inserido de modo subliminar na abertura do programa o Olho da Providência, que geralmente é relacionado com teorias conspiratórias maçônicas e Illuminati nas teorias de conspiração e outras simbologias. Após ver vários comentários feitos por internautas sobre os simbolismos, Marcelo Tas respondeu que tudo não passa de "imaginação".[103]